# Xã Pinora, Michigan
Xã Pinora (tiếng Anh: Pinora Township) là một xã thuộc quận Lake, tiểu bang Michigan, Hoa Kỳ. Năm 2010, dân số của xã này là 717 người.